# Sa Torre (Santa Maria del Camí)
Sa Torre és una possessió de Santa Maria del Camí, situada al límit del terme amb Pòrtol, al raiguer del Puig de Son Seguí, confrontant amb Cas Sastre, s'Olleria d'en Seguí, sa Garriga de Son Borràs, Son Seguí, Can Moranta i Son Collet. L'any 1863 tenia 53 quarterades i era propietat d'Andreu Canyelles i Ramis.